# Emilio Azcárraga Vidaurreta

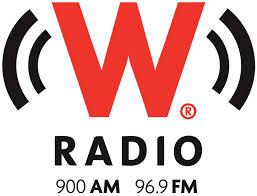

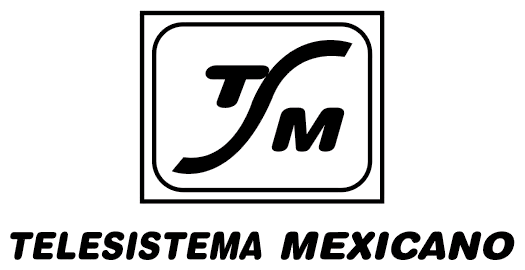

Emilio Azcárraga Vidaurreta (* 2. März 1895 in Tampico; † 23. September 1972 in Houston, Texas, USA) war ein mexikanischer Medienunternehmer.

## Leben
Der Sohn baskischer Einwanderer, Mariano Azcárraga und Emilia Vidaurreta, studierte nach dem Schulbesuch an der Abendschule Handel und Wirtschaft und arbeitete daneben in einem Schuhgeschäft. Seine Familie zog nach Texas, wo er die Mittelschule in San Antonio und die High School in Austin besuchte. Er erwarb dann die Vertriebsrechte eines Bostoner Schuhgeschäfts und gründete dreiundzwanzigjährig als Verkäufer von Ford-Automobilen die Firma Azcárraga y Copland. Anfang der 1920er Jahre heiratete er die Bankierstochter Laura Milmo.
1923 erwarb Azcárraga eine Konzession als Distributor der Victor Talking Machine Company, zwei Jahre später arbeitete er bei The Mexico Music, einem Tochterunternehmen von Radio Corporation of America. 1930 gründete er die Sender XET und XEW; letzterer widmete sich der Verbreitung lateinamerikanischer Musik. Mit Beteiligung des Columbia Broadcasting System entstand 1938 der Sender XEQ, den er in den folgenden sieben Jahren zu einer Kette von 16 Sendern ausbaute.
Auf Aufforderung des Präsidenten Lázaro Cárdenas del Río gründete Azcárraga die Cámara Nacional de la Industria de la Radiodifusión, deren Präsident er war. Mit anderen lateinamerikanischen Rundfunkanstalten gründete er die Asociación Interamericana de Radiodifusión. Zur Wahrnehmung der Rechte mexikanischer Komponisten im Ausland gründete er zudem Promotora Hispanoamericana de Música SA. Neben Clemente Serna Martínez  war er Mehrheitsaktionär der 1941 gegründeten Radio Programas de México.
Auch das Fernsehen erweckte das Interesse Azcárragas, und 1951 erwarb er die Konzession für den Sender XEW TV Canal 2. 1955 wurde der Sender mit Romulo O’Farrill Silvas Canal 4 und Guillermo González Camarenas Canal 5 zum Telesistema Mexicano zusammengeschlossen. Azcárraga und O’Farrill wurden Präsident bzw. Vizepräsident des neuen Unternehmens, ihre Söhne Emilio Azcárraga Milmo und Rómulo O’Farrill Jr. Manager.
In den Folgejahren expandierte Azcárraga im Süden der Vereinigten Staaten und gründete u. a. die Sender KMEX in Los Angeles und KWEX in San Antonio, Texas. 1969 erhielt er die vorläufige Konzession für den Kabelfernsehsender Cablevision, zuletzt war er an dem Satellitenfernsehsender Televisión Via Satélite (Televisa) beteiligt. 1972 starb Azcárraga an einer Krebserkrankung.